# Evangelische Kirche Holzhausen II

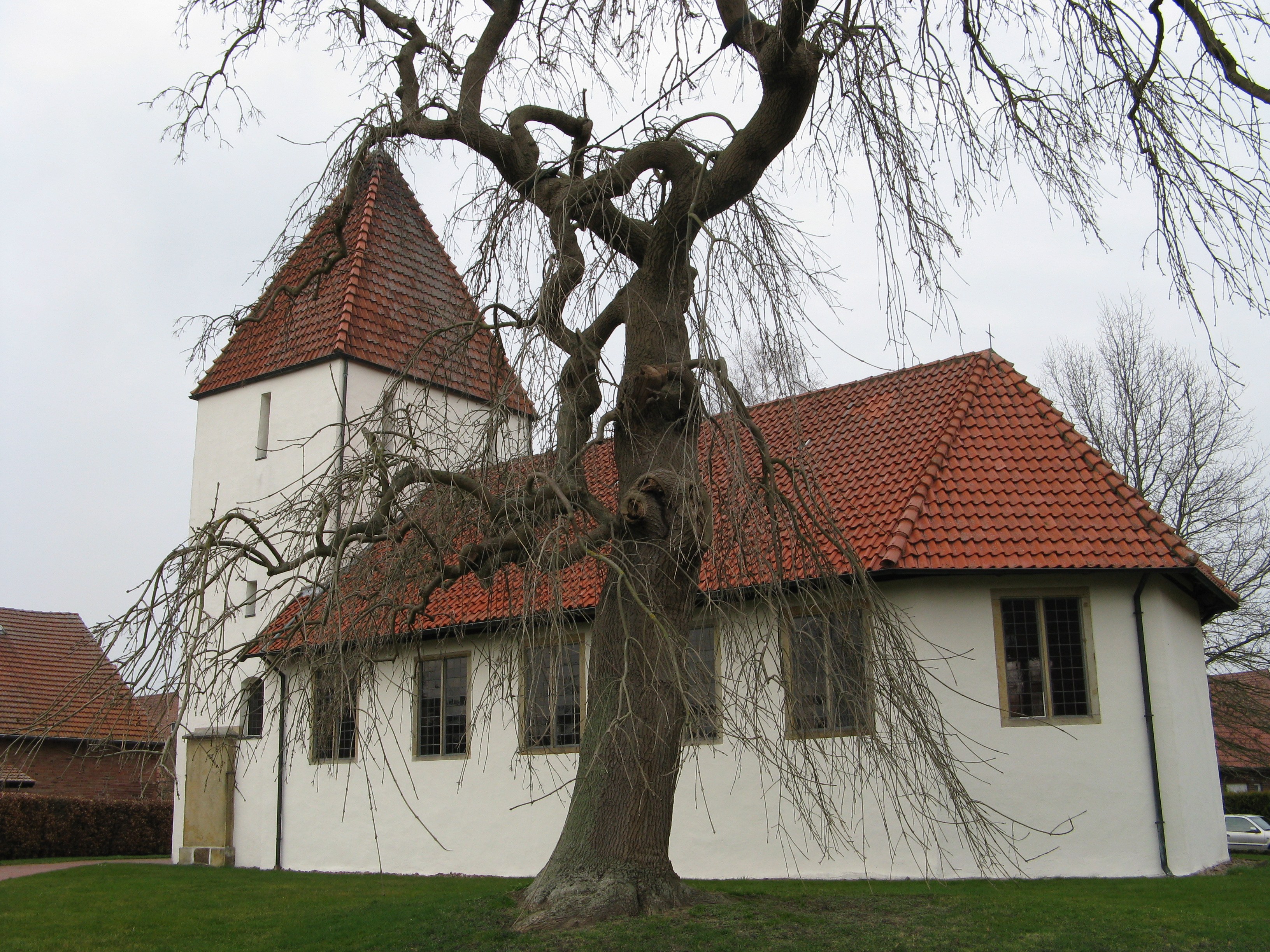
Ansicht von Südosten

Die Evangelische Kirche in der Ortschaft Holzhausen II der Gemeinde Hille ist die Pfarrkirche der Evangelisch-Lutherischen Kirchengemeinde Holzhausen-Nordhemmern, die dem Kirchenkreis Minden der Evangelischen Kirche von Westfalen angehört.
Laut einer Inschrift am Eingang an der Südseite wurde die Renaissancekirche im Jahr 1560 erbaut.

## Architektur

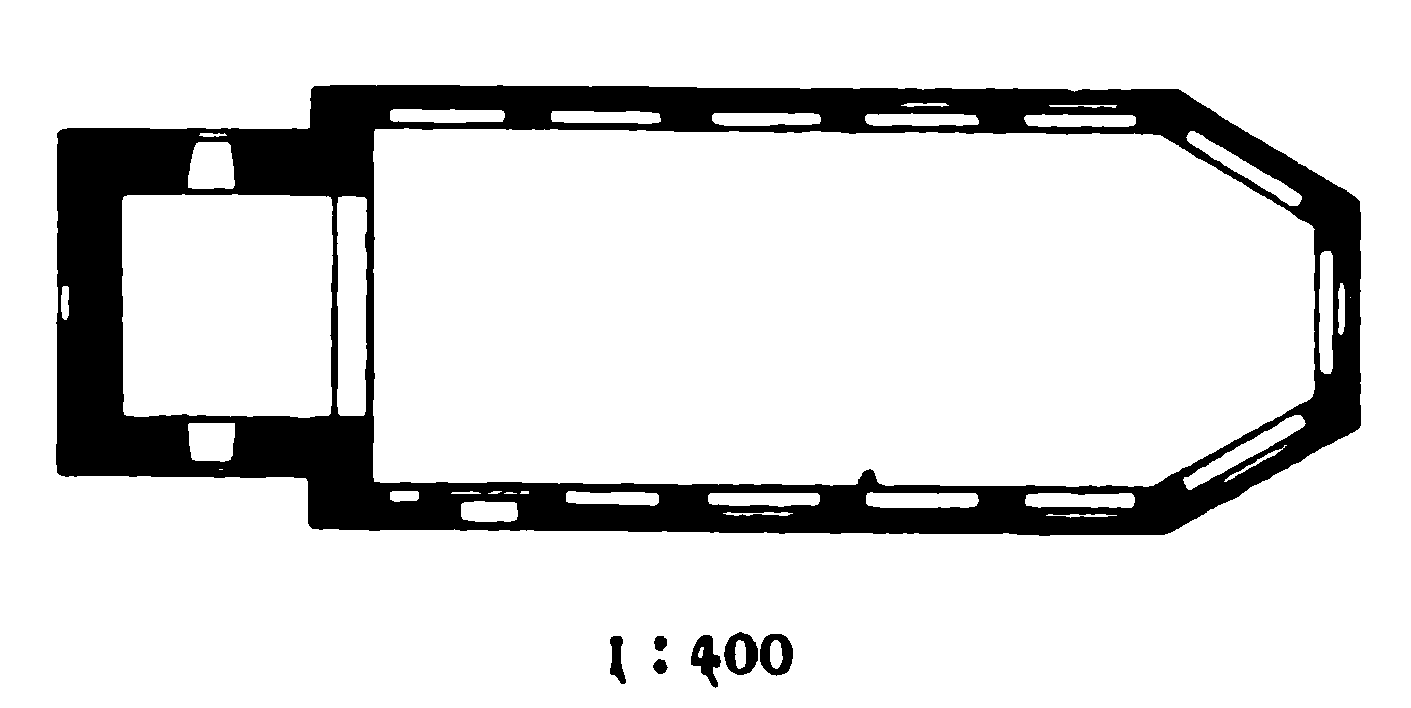
Grundriss

Es handelt sich um einen Saalbau mit dreiseitigem Schluss im Stil der Renaissance. Im Inneren stützen Wandpfeiler mit Blendbögen eine Holzdecke. Die Fenster sind zweiteilig mit geradem Sturz.
Der Westturm ist möglicherweise älter.

## Ausstattung
Die ältesten in der Kirche erhaltenen Kunstgegenstände sind zwei bronzene Kronleuchter aus der Renaissance. Eine Empore stammt aus dem Jahr 1710. Die Orgel wurde 1973 bei Gustav Steinmann Orgelbau in Vlotho gebaut.